# Violeta Lazarević
Violeta Lazarević (in serbo Виолета Лазаревић?; Pljevlja, 13 gennaio 1997) è una cestista montenegrina.

## Carriera
Con il Montenegro ha disputato due edizioni dei Campionati europei (2019, 2021).